# Pluteus leoninus
Pluteus leoninus là một loài nấm mọc trên gỗ mụ ở châu Âu và Bắc Phi. Phía dưới của tai nấm có đặc trưng của chi Pluteus — lá tia màu nhạt sớm chuyển sang màu hồng khi bào tử chín. Tuy nhiên, bề mặt phía trên là một màu vàng sáng sắc nâu hoặc lục vàng. Tai nấm vàng màu vàng ô liu có đường kính 3–7 cm. Thân nấm cao 7 cm. Nấm mọc trên gốc cây và các mảnh vụn gỗ cây lá rộng và đôi khi các loài cây lá kim.